# Železniční trať Bratislava–Kúty
Železniční trať Bratislava–Kúty je slovenská hlavní železniční trať, která slouží zejména pro mezinárodní dopravu ve směru ze Slovenska do Rakouska (odbočnou tratí z Devínské Nové Vsi) a Česka (pokračováním trati z Kút ve směru na Břeclav a Brno).
Při železniční nehodě ve stanici Sekule 5. srpna 1947 zahynulo 19 lidí. Trať byla elektrifikována v roce 1967.